# Lakshmisagar, Bangarapet
Lakshmisagar là một làng thuộc tehsil Bangarapet, huyện Kolar, bang Karnataka, Ấn Độ.